# Morpholeria innotata
Morpholeria innotata – gatunek muchówki z rodziny błotniszkowatych i podrodziny Heleomyzinae.
Gatunek ten opisany został w 1933 roku przez Leandera Czernego jako Spanoparea innotata.
Muchówka o ciele długości od 3 do 4 mm. Głowę ma zaopatrzoną w dwie pary szczecinek orbitalnych, z których przednie są krótsze niż tylne. Czułki mają trzeci człon zaokrąglony, a aristę o długości mniejszej niż wysokość głowy. W chetotaksji tułowia występuje jedna para szczecinek śródplecowych leżąca przed szwem poprzecznym oraz dwie pary szczecinek sternopleuralnych. Przedpiersie jest nagie. Kolce na żyłce kostalnej skrzydła są dłuższe niż owłosienie. Zarówno tylna jak i przednia żyłka poprzeczna są nieprzyciemnione. Tylna para odnóży samca pozbawiona jest kolcowatych szczecinek na stronie spodniej. Przysadki odwłokowe wyposażone są w osadzone przedwierzchołkowo wyrostki.
Owad znany z Niemiec, Polski, Czech, Węgier, Ukrainy, Mołdawii, Rumunii, Kaukazu i Azji Środkowej.